# قميص قصير الكم
قميص قصير الكم أو الخيعل هو نوع من القمصان التي تُلبس بإدخالها عن طريق الرأس لتقوم بتغطية الجزء العلوى من الجسم. الخيعل دون ياقة عادة ودون جيوب أو رقبة دائرية. بالنسبة للأكمام فإن طولها بين الكتف والمرفق. يشار إلى القميص الذي تتخطى أكمامه المرفق بأنه القميص طويل الكم. يُصعنع الخيعل عادةً من القطن أو متعدد الإستر أو خليط من الإثنين. يمكن أن يُزيّن بكتابات و/أو صور، كما يمكن أن يستخدم في الدعاية.
الموضة في الخيعل تشمل الرجال والنساء، وتشمل كل الأعمار. يتميز الخيعل بمقاومته للشمس وملاءمته لمختلف الملابس مما يجعل الإقبال عليه كبيرا، ولكن عادة ما يقبل عليه الشباب بسبب الموضة.
كان الخيعل يلبس في الأصل قميصًا داخليًا، لكن يغلب أن يلبس اليوم لباسًا خارجيًا.